# Alessandro Morassi
Alessandro Morassi ist ein italienischer Skibergsteiger und ehemaliger Bogenbiathlet.
Alessandro Morassi lebt in Paluzza. Er startete für den Arco Club Tolmezzo und erreichte seine größten internationalen Erfolge alle im Jahr 2001. Bei den Weltmeisterschaften in Kubalonka gewann er als Startläufer mit Daniele Conte, Fabrizio Salvadori und Alberto Peracino hinter der Vertretung aus Russland und vor den Franzosen die Silbermedaille im Staffelrennen. Es folgten die Weltmeisterschaften in Pokljuka, bei denen er mit Conte, Danilo Antonipieri und Peracino hinter den Franzosen und den Russen im Staffelrennen die Bronzemedaille gewann.
Als Skialpinist startet Morassi für den US Aldo Moro und wurde 2009 mit Gianpaolo Englaro in der freien Technik italienischer Meister.

## Belege
1. ↑  Bericht der Generali, Februar 2002, Seite 11 (Memento vom 15. Mai 2006 im Internet Archive) (englisch)
2. ↑   13/4-SCIALPINISMO: "Canin", dominano gli atleti regionali (Memento vom 6. Januar 2016 im Internet Archive) (italienisch)

| Personendaten    | Personendaten               |
| ---------------- | --------------------------- |
| NAME             | Morassi, Alessandro         |
| KURZBESCHREIBUNG | italienischer Bogenbiathlet |
| GEBURTSDATUM     | 20. Jahrhundert             |